# Marianne Kriel
Marianne Kriel (30 agosto 1971) è un'ex nuotatrice sudafricana.
Specializzata nel dorso, ha vinto la medaglia di bronzo nei 100 m dorso alle Olimpiadi di Atlanta 1996.

## Palmarès
- Olimpiadi

Atlanta 1996: bronzo nei 100m dorso.